# Division nationale (Schach) 2018/19
Die Division nationale (Schach) 2018/19 war die höchste Spielklasse der luxemburgischen Mannschaftsmeisterschaft im Schach.
Der Titelverteidiger De Sprénger Echternach gewann alle Wettkämpfe und setzte sich damit überlegen durch. Aus der Promotion d'honneur waren Luxembourg 1915 und die zweite Mannschaft von Le Cavalier Differdange aufgestiegen. Während Luxembourg 1915 den Klassenerhalt erreichte, musste Differdanges zweite Mannschaft zusammen mit dem Schachklub Turm a Sprénger Matt Schëffleng direkt wieder absteigen.
Zu den gemeldeten Mannschaftskadern siehe Mannschaftskader der Division nationale (Schach) 2018/19.

## Modus
Das Turnier war unterteilt in eine Vorrunde und eine Endrunde. Die acht teilnehmenden Mannschaften spielen zunächst ein einfaches Rundenturnier. Die ersten Vier spielten im Poule Haute um den Titel, die letzten Vier im Poule Basse gegen den Abstieg. Über die Platzierung entschied zunächst die Summe der Mannschaftspunkte (2 Punkte für einen Sieg, 1 Punkt für ein Unentschieden, 0 Punkte für eine Niederlage), danach der direkte Vergleich und anschließend die Zahl der Brettpunkte (3 Punkte für einen Sieg, 2 Punkte für ein Remis, 1 Punkt für eine Niederlage, 0 Punkte für eine kampflose Niederlage). Für die Endplatzierung wurden sowohl die Punkte aus der Vorrunde als auch die Punkte aus der Endrunde berücksichtigt.

## Spieltermine
Die Wettkämpfe wurden ausgetragen am 16. September, 21. Oktober, 11. und 25. November, 9. Dezember 2018, 13. Januar, 10. Februar, 10. und 17. März sowie 28. April 2019. Die letzte Runde fand zentral in Differdingen statt, die übrigen dezentral bei den beteiligten Vereinen.

## Vorrunde
Vor der letzten Runde waren drei der vier Plätze im Poule Haute vergeben, die Entscheidung um den letzten Startplatz fiel zugunsten von Cercle d'échecs Dudelange.

### Tabelle
| Pl. | Verein                                     | Sp | G | U | V | MP   | Brett-P. |
| --- | ------------------------------------------ | -- | - | - | - | ---- | -------- |
| 01. | De Sprénger Echternach (M)                 | 7  | 7 | 0 | 0 | 14:0 | 147      |
| 02. | Gambit Bonnevoie                           | 7  | 5 | 0 | 2 | 10:4 | 101      |
| 03. | Le Cavalier Differdange I. Mannschaft      | 7  | 5 | 0 | 2 | 10:4 | 119      |
| 04. | Cercle d'échecs Dudelange                  | 7  | 3 | 1 | 3 | 7:7  | 109      |
| 05. | The Smashing Pawns Bieles                  | 7  | 3 | 0 | 4 | 6:8  | 104      |
| 06. | Luxembourg 1915 (N)                        | 7  | 2 | 1 | 4 | 5:9  | 97       |
| 07. | Le Cavalier Differdange II. Mannschaft (N) | 7  | 2 | 0 | 5 | 4:10 | 96       |
| 08. | Schachklub Turm a Sprénger Matt Schëffleng | 7  | 0 | 0 | 7 | 0:14 | 80       |

### Entscheidungen
|     | Teilnehmer am Poule Haute: De Sprénger Echternach, Gambit Bonnevoie, Le Cavalier Differdange I. Mannschaft, Cercle d'échecs Dudelange                     |
|     | Teilnehmer am Poule Basse: The Smashing Pawns Bieles, Luxembourg 1915, Le Cavalier Differdange II. Mannschaft, Schachklub Turm a Sprénger Matt Schëffleng |
| (M) | Meister der letzten Saison |
| (N) | Aufsteiger der letzten Saison |

### Kreuztabelle
| Ergebnisse | Ergebnisse                                 | 01. | 02. | 03. | 04. | 05. | 06. | 07. | 08. |
| ---------- | ------------------------------------------ | --- | --- | --- | --- | --- | --- | --- | --- |
| 01.        | De Sprénger Echternach                     |     | 19  | 19  | 21  | 22  | 21  | 22  | 23  |
| 02.        | Gambit Bonnevoie                           | 12  |     | 19  | 21  | 20  | 18  | 7   | 24  |
| 03.        | Le Cavalier Differdange I. Mannschaft      | 13  | 13  |     | 17  | 19  | 20  | 17  | 20  |
| 04.        | Cercle d'échecs Dudelange                  | 11  | 11  | 15  |     | 19  | 16  | 18  | 19  |
| 05.        | The Smashing Pawns Bieles                  | 10  | 12  | 11  | 13  |     | 21  | 18  | 19  |
| 06.        | Luxembourg 1915                            | 11  | 12  | 12  | 16  | 11  |     | 17  | 18  |
| 07.        | Le Cavalier Differdange II. Mannschaft     | 10  | 14  | 14  | 14  | 14  | 15  |     | 19  |
| 08.        | Schachklub Turm a Sprénger Matt Schëffleng | 9   | 8   | 11  | 13  | 13  | 13  | 13  |     |

## Endrunde

### Poule Haute
Echternach startete bereits mit 4 Punkten Vorsprung in die Finalrunde und sicherte sich mit dem Auftaktsieg bereits vorzeitig den Titel.

#### Endtabelle
| Pl. | Verein                                | Sp | G  | U | V | MP   | Brett-P. |
| --- | ------------------------------------- | -- | -- | - | - | ---- | -------- |
| 01. | De Sprénger Echternach (M)            | 10 | 10 | 0 | 0 | 20:0 | 201      |
| 02. | Gambit Bonnevoie                      | 10 | 6  | 1 | 3 | 13:7 | 149      |
| 03. | Le Cavalier Differdange I. Mannschaft | 10 | 6  | 1 | 3 | 13:7 | 169      |
| 04. | Cercle d'échecs Dudelange             | 10 | 3  | 1 | 6 | 7:13 | 142      |

#### Entscheidungen
|     | Luxemburgischer Meister: De Sprénger Echternach |
| (M) | Meister der letzten Saison                      |

#### Kreuztabelle
| Ergebnisse | Ergebnisse                            | 01. | 02. | 03. | 04. |
| ---------- | ------------------------------------- | --- | --- | --- | --- |
| 01.        | De Sprénger Echternach                |     | 17  | 18  | 19  |
| 02.        | Gambit Bonnevoie                      | 12  |     | 16  | 20  |
| 03.        | Le Cavalier Differdange I. Mannschaft | 14  | 16  |     | 20  |
| 04.        | Cercle d'échecs Dudelange             | 11  | 10  | 12  |     |

### Poule Basse
Bereits vor der letzten Runde war die Entscheidung über den Abstieg gefallen.

#### Endtabelle
| Pl. | Verein                                     | Sp | G | U | V | MP   | Brett-P. |
| --- | ------------------------------------------ | -- | - | - | - | ---- | -------- |
| 05. | The Smashing Pawns Bieles                  | 10 | 6 | 0 | 4 | 12:8 | 162      |
| 06. | Luxembourg 1915 (N)                        | 10 | 3 | 1 | 6 | 7:13 | 145      |
| 07. | Le Cavalier Differdange II. Mannschaft (N) | 10 | 3 | 0 | 7 | 6:14 | 137      |
| 08. | Schachklub Turm a Sprénger Matt Schëffleng | 10 | 1 | 0 | 9 | 2:18 | 122      |

#### Entscheidungen
|     | Absteiger in die Promotion d'honneur: Le Cavalier Differdange II. Mannschaft, Schachklub Turm a Sprénger Matt Schëffleng |
| (N) | Aufsteiger der letzten Saison                                                                                            |

#### Kreuztabelle
| Ergebnisse | Ergebnisse                                 | 05. | 06. | 07. | 08. |
| ---------- | ------------------------------------------ | --- | --- | --- | --- |
| 05.        | The Smashing Pawns Bieles                  |     | 17  | 21  | 20  |
| 06.        | Luxembourg 1915                            | 14  |     | 21  | 13  |
| 07.        | Le Cavalier Differdange II. Mannschaft     | 11  | 11  |     | 19  |
| 08.        | Schachklub Turm a Sprénger Matt Schëffleng | 12  | 18  | 12  |     |

## Die Meistermannschaft
| 1.            | De Sprénger Echternach |
| Schachfiguren | Andrij Sumez, Alberto David, Robert Hübner, Christopher Noe, Michael Wiedenkeller, Gennadij Ginsburg, Slim Belkhodja, Michael Hammes, Robert Philipowski, Danijel Gibicar, Claude Wagener, Serge Brittner, Gerd Gnichtel, Michael Trauth, Axel Doison, Paul Oberweis. |